# Ipa
Die Ipa (in kyrillischer Schrift: Іпа) ist ein Fluss in Belarus in der Homelskaja Woblasz und mündet in den Prypjat.
Die Ipa hat eine Länge von 109 km und einen Einzugsbereich von 1010 km². Die durchschnittliche Wassermenge an der Mündung beträgt 5,9 m³/s. Die Quelle befindet sich in der Nähe des Dorfes Sekeritschi (Секерічі). Der Fluss durchfließt die Sümpfe von Homel und die Pripjat-Sümpfe auf dem Gebiet der Rajone Swetlahorsk, Kalinkawitschy und Masyr. Die Breite des Flusses beträgt 10 bis 12 Meter. Er ist umgeben von Auen mit einer Breite von 1,5 Kilometern. In der Flusssenke kommt es oft zu Überschwemmungen.